# Els Banys d'Arles

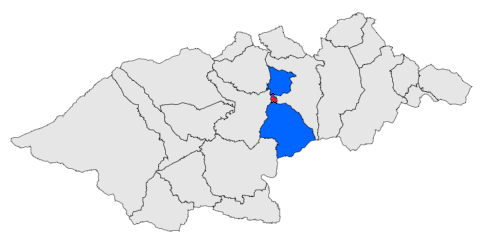
Mapa de l'antiga comuna dels Banys d'Arles, respecte del seu terme actual

Els Banys d'Arles és un poble, antiga comuna independent, de la comuna vallespirenca dels Banys d'Arles i Palaldà, a la Catalunya del Nord.
És a 222,3 m d'altitud, a la zona central-nord del terme comunal, a la dreta del Tec.
Tot i ser un poble relativament modern, ha adquirit molta importància a partir del moment que va esdevenir centre termal internacionalment reconegut. En l'actualitat és cap del cantó número 2, del Canigó, i ha esdevingut un dels centres neuràlgics de la comarca del Vallespir.

## Les aigües termals
El poble té 22 fonts d'aigües termenals, que brollen entre els 36º i els 61º graus de temperatura, tenen molt de renom per al guariment de malalties reumàtiques i de les vies respiratòries. Aquest fet va generar, ja des del segle xviii, una gran activitat a l'entorn de la recuperació de la salut. Hi contribuí l'establiment al poble d'un centre hospitalari militar, i, de forma decisiva, les visites de la reina Maria Amèlia de Borbó-Dues Sicílies, muller del rei Lluís Felip I de França, cosa que va propagar arreu el nom del poble, i que tingué la conseqüència de la dedicació del poble a la il·lustre visitant, en un acte de servilisme monàrquic molt característic d'aquells anys, el darrer terç del segle xix.
A principis del segle xx, a ran de la Primera Guerra Mundial, els Banys d'Arles fou estada habitual de convalescents de l'exèrcit francès, aprofitant les instal·lacions existents des del segle xviii, i a partir d'aquelles dates, el poble ha esdevingut un reconegut centre sanitari i vacacional. Actualment hi ha molts establiments dedicats a aquestes activitats, de manera que el poble ha perdut del tot el caràcter rural que havia tingut temps ha. Es conserva, a la zona termal del poble, l'antic Hospital Militar, amb la capella de Santa Maria.

## Les termes romanes
S'han conservat diverses restes de les antigues termes romanes del segle II de la nostra era. Tot i la reconstrucció, no sempre adequada, que s'hi ha fet, es conserva una sala amb volta de mig canó d'11,40 m d'alçada, 22,4 de llargària i 12 d'amplada, amb un absis a cada extrem i nínxols en forma de fornícula o quadrats als costats. Al mig de la sala s'obre una gran piscina amb sòl fet d'opus spicatum de 16 per 8,40 metres, amb una profunditat de 2. Uns graons tot al llarg dels laterals de la piscina hi permeten la baixada.
Al costat hi ha la sala que possiblement fou el sudatorium, amb una petita piscina al mig, amb tot de petites cambres a l'entorn, que conserven volta original. Es diu que són les restes monumentals més antigues de la Catalunya del Nord, i un dels conjunts termals més destacats conservats en bona part. L'arqueologia permeté enriquir el volum de les troballes de les termes: un petit tresor d'unes 40 monedes romanes de Nimes i d'Empúries, així com de 8 laminetes de plom amb inscripcions que, malauradament, van desaparèixer. Abans, però, el seu descobridor, Antoni Puiggarí, tingué temps de fer-ne dues còpies.

### Les tauletes de plom
L'any 1845, en el decurs de les obres prèvies a la construcció de l'Hospital Militar destinat als ferits de la Guerra d'Algèria, el tinent coronel Antoni Puiggarí va trobar a la font anomenada lo Gros Escaldor un conjunt de monedes del segle I de la nostra era i diverses tauletes de plom, doblegades i plegades, la més gran de les quals feia 14 x 6 cm. Es va trobar que pertanyien, un cop estudiades, a les taules anomenades de defixio, i corresponien al domini de la màgia antiga. Foren estudiades fons per Jean Abélanet i Pere Ponsich.

## El monestir de Santa Maria del Vallespir
En aquest lloc es creà el monestir benedictí de Santa Maria de Vallespir, ara denominat Santa Maria d'Arles, documentat des del 817, que després fou traslladat a Arles. Tenia la capella, probablement preromànica, de Sant Quintí d'Arles, que fou destruïda el 1932 en engrandir els establiments termals. La seva advocació passà a la nova església parroquial del poble, Sant Quintí dels Banys d'Arles.

## El Cadastre napoleònic
El Cadastre napoleònic del 1812 va ser dut a terme en el moment que l'actual terme dels Banys d'Arles i Palaldà estava dividit en tres termes diferents: els Banys d'Arles, Montalbà dels Banys i Palaldà.
Les partides que hi apareixen de l'antiga comuna dels Banys d'Arles, molt petita i que s'arraïmava a la dreta del Tec sota i a l'est i nord-est del Fort dels Banys, són, fora de la vila i del fort, les partides del Mas d'en Llinars, amb el mas d'aquest nom i la Teuleria, el Serrat de la Merla i els Cingles del Salt, les Canemans, lo Castell i les Forques.

## Demografia

### Demografia antiga
La població està expressada en nombre de focs (f) o d'habitants (h)
| 41 f | 40 f | 28 f | 20 f | 3 f | 2 f | 51 f | 25 f | 54 f | 297 h | 40 h | 55 f | 310 f |

Font: Pélissier, 1986.

### Demografia contemporània
| Evolució de la població |      |      |      |      |      |      |      |      |
| 1794                    | 1795 | 1796 | 1800 | 1804 | 1806 | 1820 | 1826 | 1831 |
| 403                     | 199  | 236  | 221  | 216  | 226  | 249  | 727  | 225  |

| 1836 | 1841 | 1846 | 1851 | 1856 | 1861  | 1866  | 1872  | 1876  |
| ---- | ---- | ---- | ---- | ---- | ----- | ----- | ----- | ----- |
| 331  | 371  | 407  | 574  | 836  | 1.009 | 1.390 | 1.412 | 1.429 |

| 1881  | 1886  | 1891  | 1896  | 1901  | 1906  | 1911  | 1921  | 1926  |
| ----- | ----- | ----- | ----- | ----- | ----- | ----- | ----- | ----- |
| 1.668 | 1.500 | 1.738 | 1.381 | 1.340 | 1.328 | 1.383 | 1.334 | 1.571 |

| 1931  | 1936  |
| ----- | ----- |
| 1.699 | 1.847 |

Fonts: Ldh/EHESS/Cassini fins al 1999, després INSEE a partir deL 2004

## Alcaldes dels Banys fins al 1945
| Data inicial | Fi del mandat | Nom                      |
| 1800         | 1812          | Bonaventure Noguerer     |
| 1812         | 1815          | Emmanuel Gatumeau        |
| 1815         |               | Sourribes                |
| 1815         | 1816          | Joseph Piron             |
| 1816         | 1819          | Jacques Cruzet           |
| 1819         | 1826          | Abdon Sourribes          |
| 1826         | 1828          | Jacques Pellissier       |
| 1828         | 1831          | François Piron           |
| 1831         | 1833          | Pierre Tubert            |
| 1833         | 1838          | Pierre Hermabessière.    |
| 1838         | 1840          | Jean Malé                |
| 1840         | 1848          | Pierre Hermabessière     |
| 1848         |               | Cabassot                 |
| 1848         | 1852          | Antoine Dubois           |
| 1852         |               | Joseph Sourribes         |
| 1852         | 1863          | Pierre Hermabessière     |
| 1863         | 1870          | Joseph Vinyes            |
| 1870         | 14.2.1874     | Jean Forné               |
| 14.2.1874    | 16.2.1876     | Gaétan Viaris de Lesegno |
| 16.2.1876    | 12.8.1876     | Théodore Delmas          |
| 12.8.1876    | 14.5.1886     | Jean Forné               |
| 14.5.1886    | 20.5.1888     | Sylvestre Marty          |
| 20.5.1888    | 14.8.1913     | Paul Pujade              |
| 14.8.1913    | 10.12.1919    | Jacques Berdaguer        |
| 10.12.1919   | 24.8.1941     | Joseph Bouix             |
| 10.10.1941   | 1.10.1942     | François Mefler          |